# Manfred Stumpf

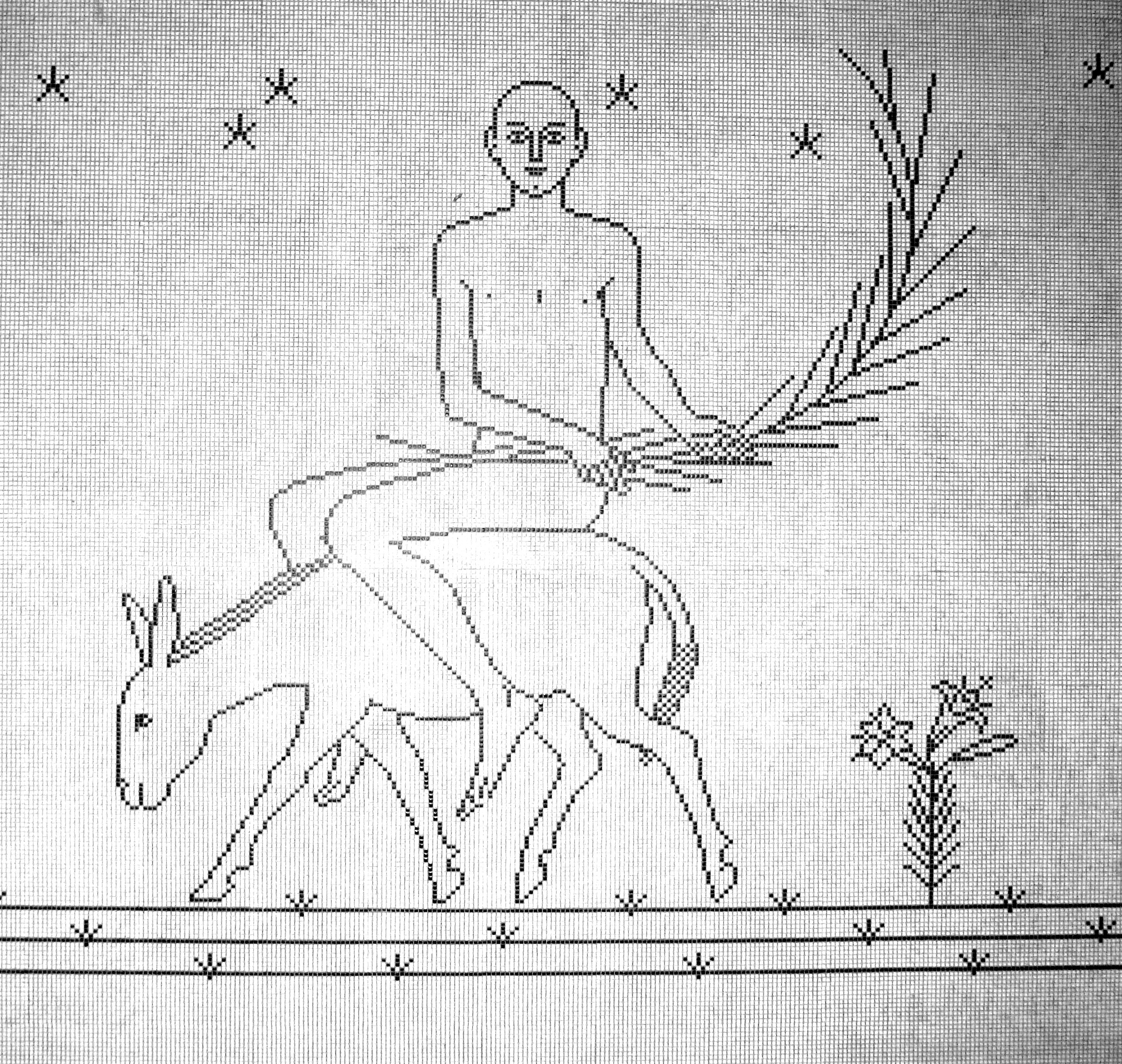
Detail „Einzug in Jerusalem“ aus dem Wandmosaik im U-Bahnhof Habsburgerallee, Frankfurt am Main, 2010

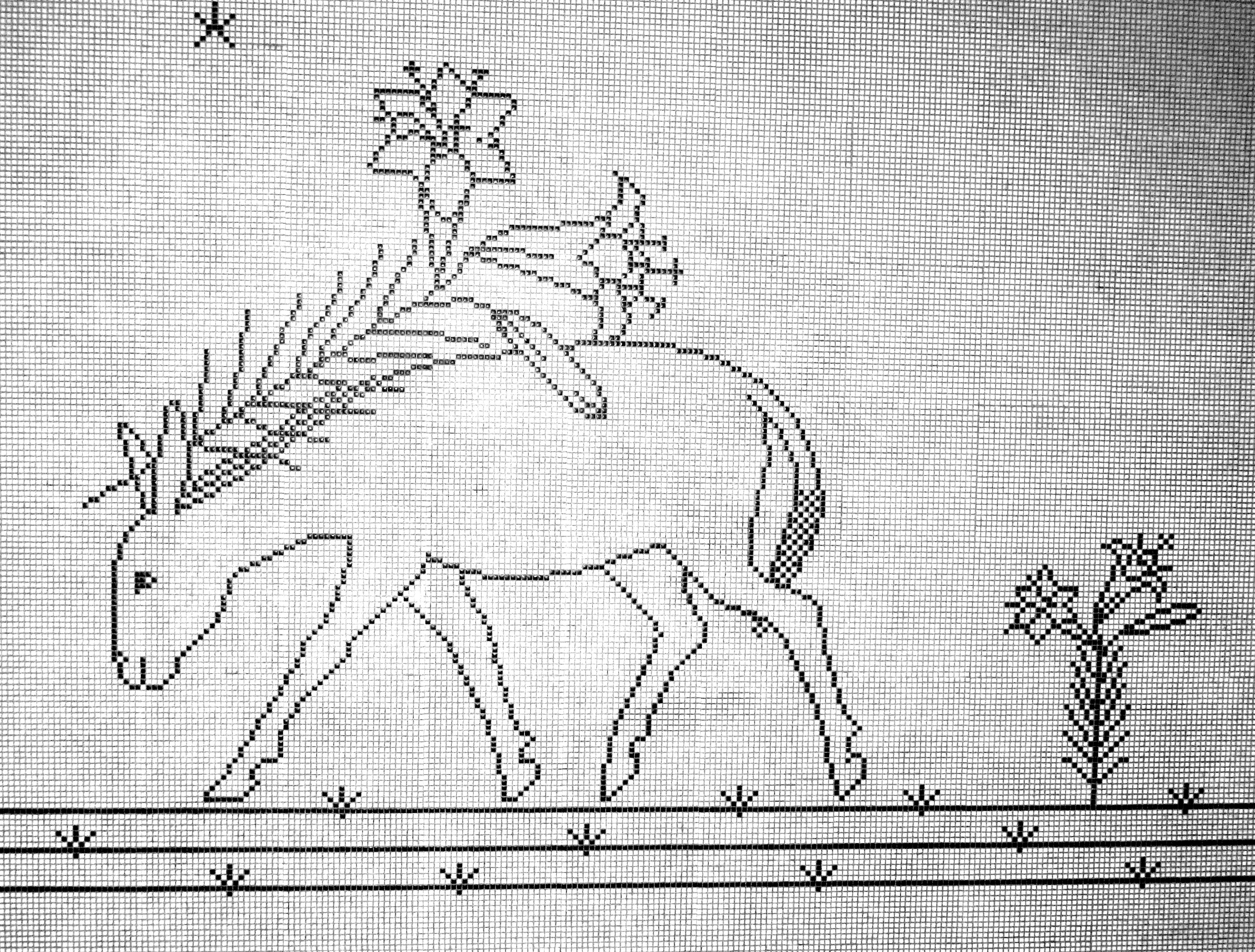
Detail des Wandmosaiks

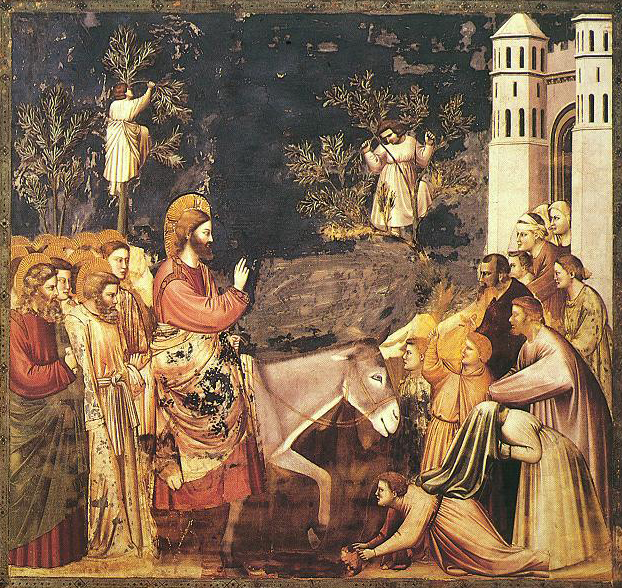
Einzug in Jerusalem, Fresko von Giotto in der Capella degli Scrovegni

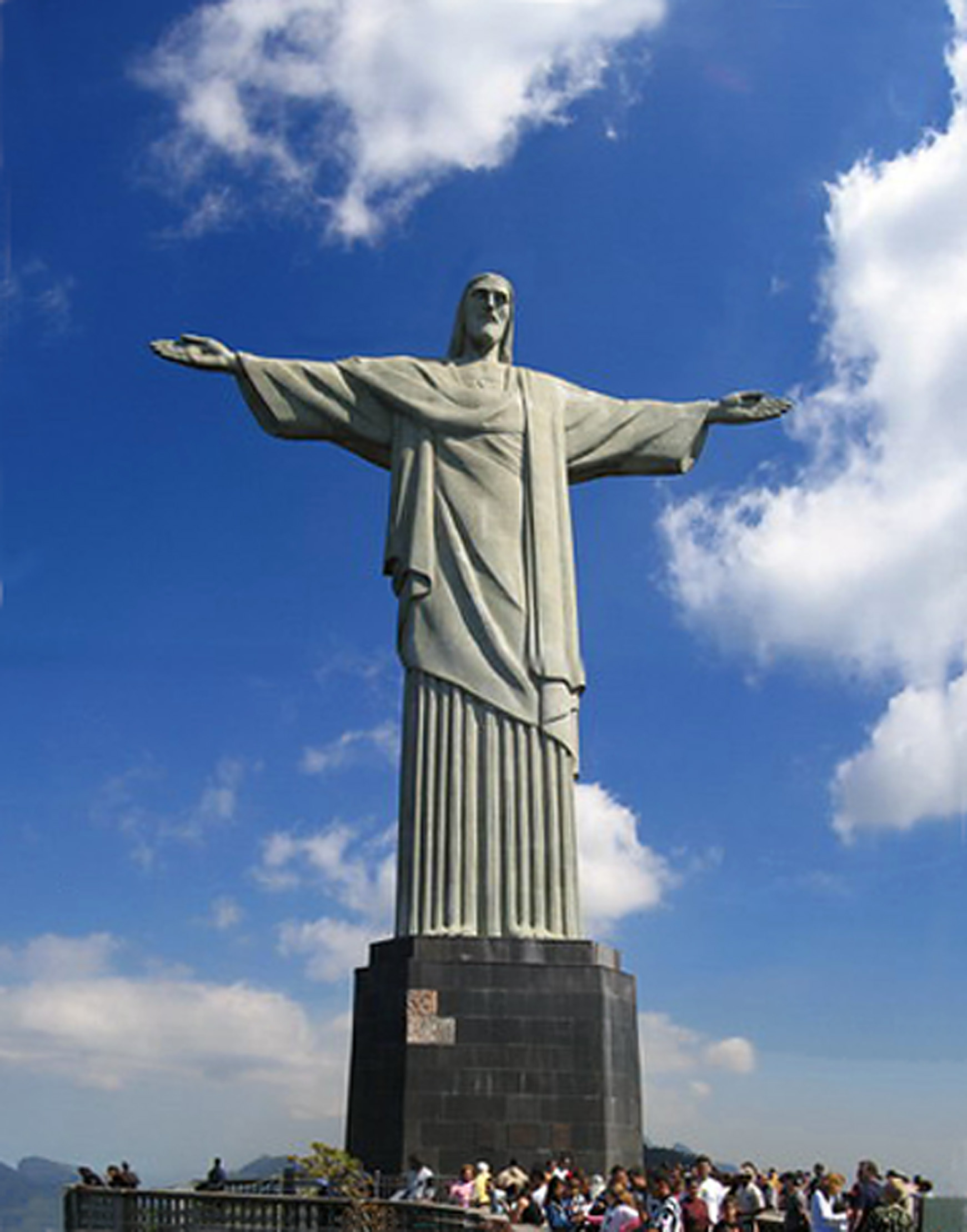
Christusstatue auf dem Corcovado in Rio de Janeiro

Manfred Stumpf (* 25. November 1957 in Alsfeld) ist ein deutscher Zeichner, Konzept- und Computerkünstler. Er studierte ab 1976 bei Thomas Bayrle an der Städelschule in Frankfurt am Main, ab 1978 bei Hans Haacke an der Cooper Union in New York und ab 1979 bei Bazon Brock an der Hochschule für Angewandte Kunst in Wien, lebt in Romrod im Vogelsbergkreis und Frankfurt am Main.
Von 1995 bis 2024 ist Stumpf Professor für Aktzeichnen und Konzeptionelles Zeichnen im Fachbereich Kunst und leitet interdisziplinäre Projekte an der Hochschule für Gestaltung in Offenbach am Main.

## Werk
„Auf der Suche nach einer verbindlichen, symbolhaften Bildsprache stößt Stumpf auf das frühe Christentum und die byzantinische Kunst. Er nutzt diese tradierte Symbolik für seine Werke und füllt sie mit Themen der heutigen Zeit.“ Daraus hervorgegangen ist seine Ikone "Einzug in Jerusalem" (1986), die er im Rahmen des Projektes „Contempler“ in einem Container auf eine weltweite Wanderausstellung schickte, und die er bis heute variiert.
Stumpf arbeitete anfänglich mit dem Rapidographen an seinen klaren, in filigraner Makellosigkeit ausgeführten DIN A-4 Zeichnungen. Später entwickelte er seine Bildfindungen auch am Computer – so etwa den Bildschirmschoner Angeline (1994/96) – und bewegt sich damit in „Spirituellen/Virtuellen Weltrealitäten“. 1987 löst Stumpf das Element des Palmzweigs aus seiner Ikone und überträgt es auf zehn 10 Meter hohe Holzobjekte, die er rot bemalt und in seiner Heimatstadt Alsfeld auf einem Acker an der Autobahn A5 als hieratische Zeichen installiert.
Auch der Esel aus „Einzug in Jerusalem“ führt als eigenständiges Motiv ein Eigenleben, so zum Beispiel auf dem großflächigen Wandmosaik im U-Bahnhof Habsburgerallee in Frankfurt am Main, wo er unter anderem eine Uhr, einen Bildschirm oder einen Atomkern auf seinem Rücken trägt. Das 1992 erstellte Werk zeigt 66 Esel auf rund 200 Meter Wandfläche – „Sinnbilder des vielfach beladenen, den eigenen Weg suchenden Menschen.“
1997 führt Stumpf in der Frankfurter Galerie ak eine „Imitatio Christi“ als szenische Darstellung auf. Die aus dieser Aktion entstandenen Zeichnungen werden an den Wänden der Galerie präsentiert.
Anlässlich des Deutschen Evangelischen Kirchentags in Frankfurt am Main (2001) entwirft Stumpf unter dem Titel „Super-Rio“ eine 12 Meter hohe Christusfigur, die mit ihren ausgebreiteten Armen und dem Titel direkt auf den Christus des Corcovado-Hügel in Rio de Janeiro verweist, und die er auf sieben verschiedenen „weltlichen Kathedralen“ installiert – so auch auf dem Gebäude der Commerzbank und anderen Großbanken. Stumpf will mit diesem Projekt „den Menschen über die Macht des Geldes stellen“ – die Gipfelkreuze sollen wie eine „geistliche Überschrift hoch über der Stadt“ wirken und Raum für freie Assoziationen über Glauben und Religion lassen.
2005 realisiert Stumpf ein Kirchenfenster für die Waldhufenkirche in Winterkasten. Es thematisiert die „Auferstehung Jesu am Ostermorgen“. Die Farben des Fensters „symbolisieren den Übergang vom Dunkel zum Licht im menschlichen Leben“.
2008 zeigt Stumpf eine umfangreiche Werkschau im Kunstverein Familie Montez in Frankfurt am Main. Auf über 1000 m² präsentiert er alte und neue Arbeiten: Zeichnungen, Malerei und Skulpturen.
2009 arbeitet Stumpf mit sechs seiner Studentinnen und Studenten der Hochschule für Gestaltung Offenbach am Main an der Innengestaltung der 57 m² großen, christlichen Kapelle im Neubau des Klinikum Offenbach am Main.
Für das Jahr 2021 plant Manfred Stumpf, Jesu Gleichnis „Eher geht ein Kamel durch ein Nadelöhr, als dass ein Reicher in das Reich Gottes gelangt“, auf den Paul–Arnsberg–Platz vor der Europäischen Zentralbank zu stellen. Eine Nadel aus Stahl soll 23 Meter hoch gegenüber der EZB in die Luft ragen, vor deren Öhr ein Kamel aus Bronze sitzen wird. Die Nadel soll, wenn sie von oben betrachtet wird, wie eine umgedrehte Palme aussehen und damit den Baum des Lebens oder auch das Reich Gottes, die Ewigkeit, symbolisieren. Die Skulptur „Kamel und Nadelöhr“ soll begehbar und damit erfahrbar sein.
Am 3. Dezember 2020 zeichnet Stumpf unter anderem das „Kamel und Nadelöhr“ in seinem Beitrag für das Gemeinschaftsprojekt „Ein ganz normaler Herbst, nur anders…“ im Kunstverein Familie Montez auf eine 18 × 3,25 Meter große Papierbahn. An dem Projekt nehmen über 40 Künstler teil.
Die Behandlung der Linie hat eine lange Tradition und lässt sich von der ägyptischen Hieroglyphe, den klaren Umrissen der mittelalterlichen Tafelmalerei, den Zeichnungen der Romantiker, über die Pop-Art bis heute verfolgen.

## Einzug in Jerusalem
Reinhold Grether schreibt 1987 im Wolkenkratzer Art Journal: Manfred Stumpf lädt „ein einziges Motiv auf, den 'Einzug in Jerusalem'. Ein frontal aus dem Bild starrender nackter Rittermönch, der eine aufwärtsstrebende Palmzweiggerte beidhändig festhält, sitzt im Damensitz auf einem flächenbezogenen, bodenständigen Esel, der hinter einem torähnlichen Bild-im-Bild-Rechteck einhertrabt. Kuppelartig überwölbt ein nach oben abstrahlender gefiederter Palmenschopf, vom gehirntragenden (oft wirbelsäulenartigen), elastisch gebogenen Palmbaumschaft gehalten und geerdet, das seltsame Paar. (Es kommt auf Bildbewegungen, Fläche-Figur-Verhältnisse, Form-Linie-Korrespondenzen und subtile Näherungen an.) Aus der Bildentwicklung ist ablesbar, daß der Reiter aus dem Weltall niederfährt, daß er sich in A4 inkarniert, daß er sich seine kleine Szene schafft, welche zunehmend abstrakter und abweisender wird und sich womöglich verflüchtigt.“
Stumpf selbst erläutert 2015: „Es handelt sich bei der Ikone 'Einzug in Jerusalem' um ein Ritual, das weit in die Vorgeschichte des Christentums hineinreicht, um einen Mythos, der sich nach beiden Richtungen hin, in die Zukunft und in die Vergangenheit, als interreligiöses Bild tragfähig erweist. Das prähistorische Reiterbild wird bei Jesaja in die jüdisch-messianische Vorstellung transfiguriert und anschließend in die christliche Ikonographie aufgenommen, als Einlösungsmotiv der Gottwerdung des Menschen.“
Die Hinwendung zur Ikone als „das Bild aller Bilder“ ist für ihn intuitiv, dann theoretisch-konzeptionell geschehen. Bevor er Tausende Bilder erschaffe, konzentriere er sich lieber auf eines, denn man könne alles an einem einzigen Motiv verstehen, wie man doch auch den einen Menschen heiraten, lieben und mit ihm leben könne, so Katharina Deschka 2015 in der FAZ zum Werk des Künstlers.

## Zitat
„Wenn die Zeichnung nicht stimmt, kannst Du alles andere vergessen.“

„Für Manfred Stumpf ist die Zeichnung die ideale Form des Ausdrucks. Er vergleicht sie mit dem japanischen Haiku (…) Übertragen auf die Zeichnungen heißt das, daß das Erzählerische möglichst reduziert werden soll.“

„Tausende von Zeichnungen hat Manfred Stumpf gemacht, in ihnen die Verläufe der Linien erprobt, ertestet, erforscht, bis sie am Ende wie elektrisch aufgeladen Körper umschreiben, in deren Inneren es brodelt und lebt.“

## Stipendien
- 1982: Jahresstipendium der Frankfurter Künstlerhilfe e. V.
- 1985: Stipendium für junge Bildende Künstler, Alsfeld
- 1989: Villa Massimo, Rom
- 1991: Stipendium der Agency for Cultural Affairs (Bunkacho), Tokio

## Preise und Auszeichnungen
- 1988: Reinhold Kurt-Kunstpreis der Frankfurter Sparkasse
- 2015: Marielies Hess-Kunstpreis

## Ausstellungen (Auswahl)
- 1983: Galerie ak, Frankfurt am Main
- 1984: Von hier aus, Düsseldorf
- 1985: Galerie Stampa, Basel
- 1986: Schirn Kunsthalle Frankfurt
- 1987: Galerie Acinci, Amsterdam
- 1988: Kunsthalle Düsseldorf
- 1989: Museum of Fine Arts, Boston
- 1990: Galerie Unac, Tokyo
- 1991: Witte de With, Rotterdam
- 1992: Museum of Art, Yokohama
- 1993: Portikus, Frankfurt am Main
- 1994: Der Riß im Raum, Martin Gropius Bau, Berlin
- 1995: Hessisches Landesmuseum Darmstadt
- 1996: Whitney Museum, New York
- 1997: MMK Museum für Moderne Kunst, Frankfurt am Main
- 1997: Museum of Contemporary Religious Art, St. Louis
- 2001: Super Rio Projekt, Frankfurt am Main
- 2006: Der goldene Schritt, Kunsthalle Gießen / Probstei Oberhessen / Neuer Kunstverein Gießen, Gießen
- 2007: NAHES IM FERNROHR, mit Laura Baginski, Galerie Sima, Nürnberg
- 2008: Zeit zum Palmen, Kunstverein Familie Montez, Frankfurt am Main
- 2009: P(r)ay, Galerie Appel, kuratiert von Brigitte Schäfer, Frankfurt am Main
- 2009: Die Gegenwart der Linie Pinakothek der Moderne, München
- 2010: Portrait einer Sammlung, Schenkung Gisela und Dr. Wolfgang Flügge, Kunstsammlungen Chemnitz
- 2010: Christusfiguren, 1. Alsfelder Kulturtage, Alsfeld
- 2011: Fragile Helden, Kunstverein Familie Montez, Frankfurt am Main
- 2013: Atom and Eve, mit Michael Höpfel und Bazon Brock, Denkerei, Berlin
- 2013: Tie-Break, mit Laura Baginski, in der Reihe "Gemischtes Doppel", Main Triangel, Frankfurt am Main
- 2014: Manfred Stumpf, Galerie Martina Detterer, Frankfurt am Main
- 2015: Hosianna, Dommuseum Frankfurt
- 2015: Manfred Stumpf und Paul Onditi, Art Critic And Informative Forum, Art Cabinet, Nairobi, Kenia[21][22]
- 2018: einundzwanzig – Ansichten eines Kunstvereins, Neuer Kunstverein Gießen
- 2020: Ein ganz normaler Herbst, nur anders…, Kunstverein Familie Montez, Frankfurt am Main
- 2021: FUTURE MEMORIES. Utopia Dystopia Nature, Creativ Media Center, Hongkong
- 2022: Projects #7: Zeichnung / Drawing 1970-2022, Galerie Stampa, Basel

## Sammlungen (Auswahl)
- Grafische Sammlung, Kunstmuseum Basel
- Sammlung Hanck, Düsseldorf
- Deutsche Bank, Frankfurt am Main
- Museum für Moderne Kunst (MMK), Frankfurt am Main
- Museum Folkwang, Essen
- Sammlung zeitgenössischer Kunst der Bundesrepublik Deutschland, Bonn
- Grafisches Kabinett, Hessisches Landesmuseum Darmstadt
- Sammlung Flügge, Kunstsammlungen Chemnitz
- Grafische Sammlung Städelsches Kunstinstitut Frankfurt